# Nicolas Jarry (auteur)
Pour les articles homonymes, voir Nicolas Jarry.
 (janvier 2019).
- Si vous ne connaissez pas le sujet, laissez ce bandeau (vous pouvez alors contacter les auteurs).
- Si vous supprimez le contenu mis en cause (vous pouvez préalablement contacter les auteurs),

argumentez précisément cette suppression dans la page de discussion
(un manque de référence n'est pas un argument ; une recherche réelle de référence doit avoir été effectuée, être formellement documentée).
Nicolas Jarry est un auteur de bande dessinée, né le 19 juin 1976 à Rosny-sous-bois. Il a passé une partie de son enfance chez ses grands-parents à Excideuil, en Dordogne. Il réside à Périgueux en Périgord.

## Biographie
À 19 ans Nicolas Jarry a écrit un premier roman. Il a suivi des études universitaires à la faculté de biologie de Bordeaux durant lesquels il écrit en trois ans Le Loup de Deb puis l'envoie à un éditeur qui le publie deux ans plus tard. Il a également occupé les fonctions de surveillant dans un établissement scolaire et a été libraire spécialisé dans le rayon bande dessinée à la librairie Marbot à Périgueux. Actuellement, Nicolas Jarry vit exclusivement de sa plume.
Sa première production s'appelle les Chroniques d'un guerrier Sînamm, un cycle de fantasy paru aux éditions Mnémos. Au Festival du film fantastique de Bruxelles, Nicolas rencontre Jean-Luc Istin avec qui il créera les Brumes d'Asceltis paru aux éditions Soleil.
Il n'est pas seulement scénariste de bande dessinée, mais également romancier. Il a coécrit avec France Richemond, une saga historico-mythologique en deux époques publiée (2 tomes) aux éditions du Rocher en 2005 : le premier tome Sphinx et le deuxième tome Le peuple de la mer. Il a également publié chez le même éditeur, une trilogie de fantasy intitulée Le Loup de Deb.
En 2004, sur un scénario de François Debois et Nicolas Jarry paraît le premier volumes des Bois de Brocéliande : La Dryade, dont les dessins sont réalisés par Marc-Antoine Boidin avec Guillaume Lapeyre, Stéphane Bileau ainsi qu’à Elsa Brants pour la colorisation.
Il a travaillé avec 15 dessinateurs différents car pour lui chacun a un style particulier. De plus il faut environ un an à un dessinateur pour réaliser les images d'un album, alors que l’auteur met 1 à 2 mois pour écrire le scénario d'une BD.

## Publications
- La Citadelle des Cendres - 2004 - Nicolas Jarry - Illustration : Guillaume Lapeyre et Elsa Brants - Editions du Rocher

- L'Anneau des Nibelungen - 2009 - Scénario de Nicolas Jarry - Dessin et Couleurs de Didier Graffet - Soleil
- Blackwood - 2008 - Scénario de Nicolas Jarry - Dessin de Kan-J - Couleurs de Jim Charalampidis -
- Les Brumes d'Asceltis - de 2003 à 2011 - Scénario de Nicolas Jarry - Dessin de Jean-Luc Istin - Couleur de Brants, Ellem, Stéphane Créty - Soleil
- Les Chemins d'Avalon - de 2006 à 2008 - Scénario de Nicolas Jarry - Dessin d'Achile - Couleur de Gonzalo
- Les Chroniques de Magon - de 2003 à 2008 - Scénario de Nicolas Jarry - Dessin de Guillaume Lapeyre - Couleurs de Brants, Neopolis - Delcourt
- Les Contes de Brocéliande - de 2004 à 2005 - Scénario de Nicolas Jarry et François Debois - Dessin de Guillaume Lapeyre - Couleur de Marc-Antoine Boidin
- Le Crépuscule des dieux - de 2007 à 2010 - Scénario de Nicolas Jarry - Dessin et Couleur de Dief
- Éther - 2007 à 2008 - Scénario de Nicolas Jarry - Dessin de Guillaume Lapeyre - Couleur de Diane et Elsa Brants - Delcourt.
- Les Exilés d'Asceltis - de 2007 à 2009 - Scenario de Nicolas Jarry - Dessin de Paolo Deplano - Couleur de Malosso - Soleil
- Maxime Murène - 2005 - Scenario de Nicolas Jarry - Dessin de Vitti - Couleur de Hédon - Delcourt
- La Rose et la Croix - de 2005 à 2006 - Scenario de Nicolas Jarry et France Richemond - Dessin de Critone - Soleil celtic
- Le Testament des siècles - 2007 à 2009 - Scenario de Nicolas Jarry - Dessin de Pacurariu - Couleur de Freeman - Soleil.
- Tokyo Ghost Tome 1 : Le berger des âmes - 2006 - Scénario de Nicolas Jarry - Dessin de Djief - Couleurs de Comtois - Soleil.
- Tokyo Ghost Tome 2 : Edo - 2006 - Scénario de Nicolas Jarry - Dessin de Djief - Couleurs de Comtois - Soleil.
- Le Trône d'argile Tome 1 : Le chevalier à la hache - Scénario de Nicolas Jarry - Coscénario France Richemond - Dessin de Théo Caneshi - Couleurs de Lorenzo Pieri - Delcourt.
- Le Trône d'argile Tome 2 : Le pont de Montereau - Scénario de Nicolas Jarry - Coscénario France Richemond - Dessin de Théo Caneshi - Couleurs de Lorenzo Pieri - Delcourt.
- Le Trône d'argile Tome 3 : Henri roi de France et d'Angleterre - Scénario de Nicolas Jarry - Coscénario France Richemond - Dessin de Théo Caneshi - Couleurs de Lorenzo Pieri - Delcourt.
- Le Trône d'argile Tome 4 : La mort des rois - Scénario de Nicolas Jarry - Coscénario France Richemond - Dessin de Théo Caneshi - Couleurs de Lorenzo Pieri - Delcourt. Prix Historia de la bande dessinée historique 2010
- Valamon Tome 1 : La profession de foi - 2007 - Scénario de Nicolas Jarry - Dessin et Couleurs de Reno - Delcourt.
- Un coin de ciel bleu - 2010 à 2011 - Scénario de Nicolas Jarry - Dessins de Paolo Deplano - Couleur de Silvia Fabris - Delcourt.
- Mercenaires Tome 1 : La meute du griffon - Février 2012 - Scénario de Nicolas Jarry - Dessin de Paolo Deplano - Couleur de Silvia Fabris - Soleil.
- Troie Tome 1 : Le peuple de la mer - Mars 2012 - Scénario de Nicolas Jarry - Dessin de Erion Campanella Ardisha - Couleur de Vyacheslav Panarin - Couverture de John MacCambridge - Soleil.
- Odin tome 1 (2010) et tome 2 (2012) - Scénario de Nicolas Jarry - Dessin et couleurs : Erion Campanella Ardisha - Soleil col. Soleil Celtic[2]
- Nains (scénario), éd. Soleil : 22 volumes (2015 - 2021)
- Nicolas Jarry (scénario), Guillaume Tavernier (dessin) et Guillaume Lopez (couleurs), Nellie Bly, Soleil, coll. « Pionnières », juillet 2020 (ISBN 9782302082540).